# Vårdträd

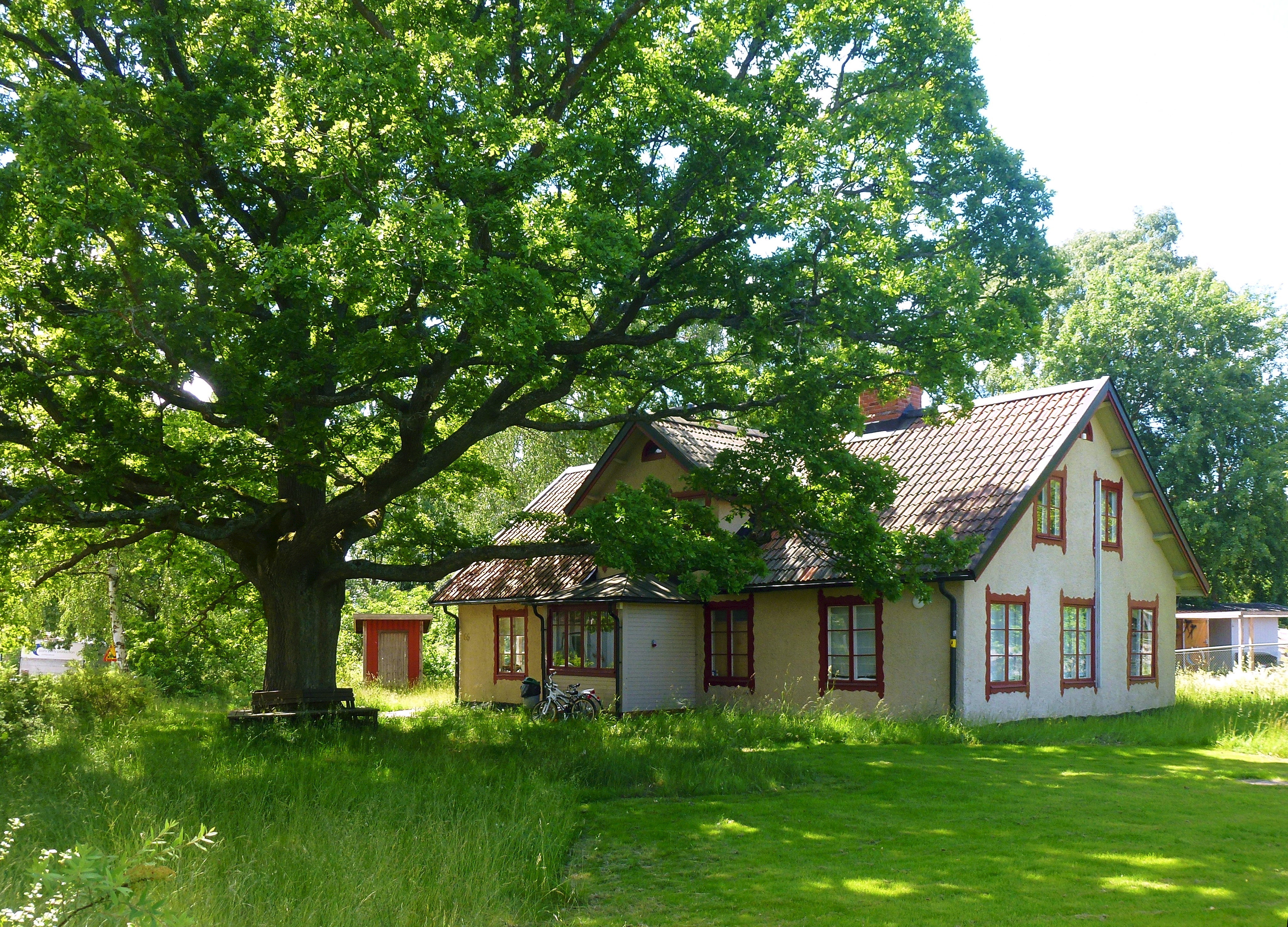
Vårdträd vid Mossens gård, 2015.

Vårdträd (norska tuntre) är beteckning på ett stort träd, vanligen ett ädellövträd, som står på ett tun på en gård på landsbygden. Man började plantera vårdträd under slutet av 1800-talet samtidigt som mangårdsplanen fick en öppnare utformning. I senare tid hänvisas ofta till att en mystisk samhörighet skulle ha ansetts råda mellan trädet och den på gården boende släkten, men någon sådan kontinuitet i planterande av vårdträd har man inte kunnat påvisa.

## Island och Sverige

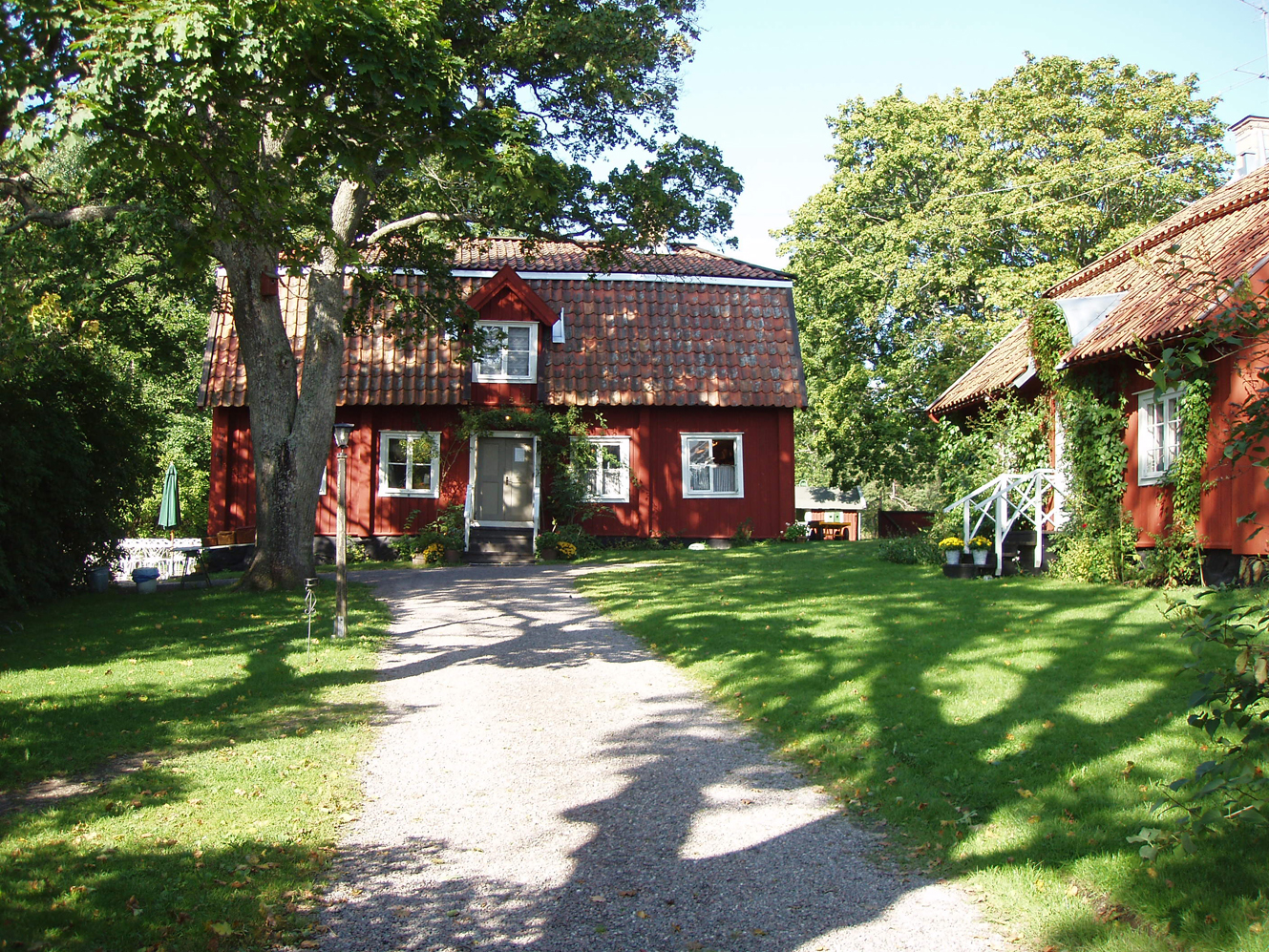
Vårdträd på Långängen, Lidingö, 2008.

I isländska källor och hos Adam av Bremen nämns träd som sågs som heliga av nordbor. På Frösön fann man stubben av en björk som dött på 1000-talets mitt under en medeltida kyrka. Stubben var omgiven av ben från mängder av främst gris och björn, vilket antyder att offer skulle ha hängts i trädet eller begravts omkring det. Gårdstunet och huset har dock inte varit hemvist för sådana träd. Efter laga skifte och under inflytande av herrgårdskultur och tysk trädgårdsstil har man i någon mån tillåtit större träd i anslutning till bostadshusen.
Det finns berättelser om att hustomten, eller gårdens skyddsandar eller vättar, bodde i eller under ett träd, och åt dessa offrade man för att avvända sjukdom och olycka från människor och boskap. Dessa träd ska dock inte förknippas med de stora träd man idag kan se på äldre gårdsplaner. Vissa uppteckningar berättar att man hällde öl eller mjölk över vissa trädens rötter på torsdagar eller inför helgdagar.
Vanliga arter att plantera som vårdträd är lind, alm, ask och lönn. Men det förekommer också så kallade "bärande träd", oxel, rönn, kastanj, valnöt och ek. Även björk förekommer, i synnerhet norr om den biologiska norrlandsgränsen som skär genom Svealand. I skånsk folktro kan en storvuxen fläderbuske ha betraktas som ett slags vårdträd som inte fick "störas" genom att man hällde ut hett vatten eller tömde pottan i dess närhet. Mera ovanligt är att ett fruktträd betraktas som vårdträd. Flera borgerliga släkter har tagit namn efter träd  de minns från sin hemgård , till exempel släkterna Almén, Linnaeus, Lindelius och Tiliander.
På gårdar "på skogen" i Sverige där rönn utgör vårdträd kan möjligen skogsfinnar ha bott. Rönnen var en viktig symbol för de finnar som migrerade till Sverige under 1600-talet, då Sverige och Finland var en gemensam stat. "Helig rönnen är på gården" heter det i Kalevala.